# Juan Carlos Colombo (militar)
Juan Carlos Colombo (Buenos Aires, 1925 - ibídem, 16 de mayo de 2013) fue un militar del Ejército Argentino, que llegó a general de brigada. Resultó ser destituido de su grado militar tras haber sido hallado culpable de crímenes de lesa humanidad. Fue designado gobernador de facto de la Provincia de Formosa durante la última dictadura militar en 1976. Gobernó de 1976 a 1981.

## Juicio
El 25 de febrero de 2009, se inició en la ciudad de Formosa un juicio en contra de los crímenes de lesa humanidad cometidos durante el gobierno de Colombo en la Provincia. Debido a un avanzado deterioro en su salud que le imposibilitaba viajar, el dictador tuvo que seguir las audiencias desde el Palacio de Justicia de la Nación en Buenos Aires con la modalidad de teleconferencia. El exgobernador era acusado de "asociación ilícita en calidad de jefe, privación ilegítima de la libertad agravada, tormentos agravados reiterados y desaparición forzada de personas en función del delito de homicidio".
Finalmente, el 1 de octubre de 2009, fue condenado a la pena de 25 años de prisión con arresto domiciliario, declarado "coautor material penalmente responsable del delito de asociación ilícita, coautor mediato del delito de privación de la libertad agravada por la aplicación de tormentos y coautor mediato del delito de tormento seguido de muerte, en dos hechos". De esta forma, Colombo se convirtió en el primer exgobernante militar de una Provincia argentina que fuera juzgado por delitos cometidos durante su mandato.
El juicio no tenía precedentes en la Provincia. Para ser realizado, se tuvo que buscar un salón con una vasta capacidad para albergar allí a los más de cien testigos que declararon en la causa. Entre los declarantes se contaron un exgobernador constitucional, jueces federales y diputados).

## Muerte
Colombo falleció el 16 de mayo de 2013, a la edad de 88 años en el hospital militar, tras una fuerte neumonía mientras se encontraba cumpliendo una condena a 25 años de cárcel con el beneficio de la prisión domiciliaria debido a su avanzada edad.